# Prisilni rad
Prisilni rad se zove rad na kojeg čovjek pod prijetnjom kazne, ili bilo kojeg drugog osjetljivog zla prisiljen protiv svoje volje.
Međunarodna organizacija rada, usvojila je 1930. art 2. stavka 1. Konvencije o obvezatnom radu kao i prisilnom radu, da je prisilni rad rad ili usluga, koja se vrši pod prijetnjom kazne. To ne uključuje, u skladu sa stavkom 2. Konvencije: vojne službe, uobičajene građanske obveze, rad u zatvorima, rad u slučajevima (primjerice) elementarnih nepogoda, i posao koji služi neposredno u korist zajednice. Međutim, ostaje sporno točno ono što je neposredna korist zajednice. Također treba napomenuti da su osjećaji i vrijednosti sudionika nužno subjektivni. 
Socijalistička Jugoslavija također se služila prisilnim radom.

## Vanjske poveznice
- UN.GIFT  Arhivirana inačica izvorne stranice od 1. prosinca 2012. (Wayback Machine) - Global Initiative to Fight Human Trafficking
- Slavery in the 21st century - BBC
- Sex trade's reliance on forced labour - BBC
- China's Forced Labour Camps - Laogai Research Foundation  Arhivirana inačica izvorne stranice od 7. ožujka 2007. (Wayback Machine)